# Kazagići (Kiseljak, BiH)
Kazagići je naseljeno mjesto u općini Kiseljak, Federacija Bosne i Hercegovine, BiH.

## Stanovništvo

### 1991.
Nacionalni sastav stanovništva 1991. godine, bio je sljedeći:
ukupno: 360
- Muslimani - 194
- Hrvati - 166

### 2013.
Nacionalni sastav stanovništva 2013. godine, bio je sljedeći:
ukupno: 166
- Bošnjaci - 134
- Hrvati - 31
- ostali, neopredijeljeni i nepoznato - 1